# Raphael Beckmann
Raphael Beckmann, auch Ralf Beckmann (* 1957/1958) ist ein deutscher Sportfunktionär. 

## Leben
Beckmann wuchs in Hagen auf, bestand sein Abitur am dortigen Theodor-Heuss-Gymnasium und spielte in der 2. Basketball-Bundesliga für die Mannschaft der BG Hagen, mit der er 1980 in die Basketball-Bundesliga aufstieg. Aus Studiengründen zog es ihn nach Köln. Er war dort zeitweilig auch als Geschäftsführer des Basketball-Bundesligavereins BSC Saturn Köln beschäftigt. 1999 war der studierte Diplomsportlehrer und Handelsfachwirt unter anderem gemeinsam mit Walter Tokarski und Hans Dieter Horch von der Deutschen Sporthochschule Köln an der Untersuchung „Qualifizierungs- und Beschäftigungspotentiale im Sport in einem Landkreis in Nordrhein-Westfalen“ beteiligt. Ende des Jahres 2000 wurde der in der Vermarktung tätige Beckmann von der Basketball-Bundesliga als Berater und Krisenhelfer des wirtschaftlich angeschlagenen Basketball-Bundesligisten Metabox Braunschweig eingesetzt. Ihm wurde zugeschrieben, der Mannschaft „entscheidend aus der größten Not“ geholfen zu haben. Beckmann blieb bis zum Ende der Saison 2000/01 in Braunschweig. Eine Fortsetzung seiner Tätigkeit beim niedersächsischen Basketball-Bundesligisten kam aus finanziellen Gründen nicht zustande.
Im August 2002 trat er die Stelle des Betriebsleiters beim Sportstätten- und Bäderbetrieb der Stadt Dresden an. Dieses Amt hatte er bis zum 31. August 2008 inne. In seiner Amtszeit mussten unter anderem die durch das Hochwasser 2002 entstandenen Schäden an städtischen Sportanlagen beseitigt werden und er leitete die Umsetzung einer integrierten Sportentwicklungsplanung. Zudem war der Dresdner Sportstätten- und Bäderbetrieb in seiner Amtszeit Bauträger des Eis- und Ballsportzentrums EnergieVerbund Arena und holte die Schacholympiade 2008 in die Stadt. Allerdings war seine Arbeit auch Kritik ausgesetzt. Ab 2004 saß er zudem im Vorstand der Arbeitsgemeinschaft Deutscher Sportämter (ADS) und war ab 2006 stellvertretender Vorsitzender. Diese Tätigkeit endete mit seinem Ausscheiden beim Dresdner Sportstätten- und Bäderbetrieb.
Zum 1. September 2008 wurde Beckmann als Generalsekretär des Deutschen Behindertensportverbandes (DBS) in Duisburg tätig, er blieb bis Ende August 2012 im Amt.